# 弱い持続可能性と強い持続可能性
弱い持続可能性とは、環境経済学の考え方で、「人的資本」が「自然資本」の代わりになるとするものである。ノーベル経済学賞受賞者のロバート・ソロウとジョン・ハートウィックの研究に基づいている。
弱い持続可能性とは反対に、強い持続可能性は、「人的資本」と「自然資本」は補完的ではあるが、交換可能ではないとするものである。
持続可能な開発と持続可能性とそれぞれ関連はあるが、異なる概念を示した呼称であることに注意。

## 解説
この考え方は、1980年代後半から1990年代前半にかけて持続可能な開発に関する議論が展開されるにつれ、政治的にも注目されるようになった。画期的だったのは、1992年に開催されたリオ・サミットで、そこでは大多数の国家が持続可能な開発を約束した。このコミットメントは、持続可能な開発に関する世界的な行動計画である「アジェンダ21」の署名によって示された。
弱い持続可能性は、人的資本や自然資本といった概念を用いて定義されてきた。人的（または生産）資本には、インフラ、労働力、知識などの資源が含まれる。自然資本は、化石燃料、生物多様性、その他の生態系構造や生態系サービスに関連する機能などの環境資産のストックをカバーする。持続可能性が非常に弱い場合、人工資本と自然資本の全体的なストックは、時間の経過とともに一定に保たれる。ここで重要なことは、弱い持続可能性の中では、様々な種類の資本間の無条件の代替が認められているということである。これは、人的資本が増加する限り、自然資源が減少する可能性があることを意味する。例えば、人的資本への便益を伴う場合、オゾン層、熱帯林、サンゴ礁の劣化が挙げられる。人的資本への利益の例としては、金融利益の増加が挙げられる。資本が長期にわたって一定のままであれば、世代間格差の解消、ひいては持続可能な開発が達成される。持続可能性が弱い例として、石炭を採掘して電力生産に利用することが考えられる。天然資源である石炭は、製造財である電気に置き換えられる。電気は、家庭生活の質の向上（調理、照明、暖房、冷蔵、村によっては水を供給するための掘削穴の運営など）や産業目的（電気で動く機械を使って他の資源を生産することで経済を成長させる）に使われる。
弱い持続可能性の実践事例研究は、肯定的な結果も否定的な結果も得ている。弱い持続可能性という概念は、いまだに多くの批判を集めている。持続可能性という概念は冗長であるという意見さえある。新古典派理論から完全に目をそらす「社会的遺贈」など、他のアプローチも提唱されている。
強力な持続可能性は、経済資本と環境資本は補完的ではあるが、交換可能なものではないという前提に立っている。強力な持続可能性は、人間や人間が作り出した資本では複製できない、環境が果たす一定の機能があることを認める。オゾン層は、人間の生存に不可欠な生態系サービスの一例であり、自然資本の一部を形成しているが、人間がそれを複製することは困難である。
弱い持続可能性とは異なり、強い持続可能性は経済的利益よりも生態学的規模を重視する。これは、自然には存在する権利があり、自然は借りたものであり、そのままの形で世代から世代へと受け継がれるべきだということを意味している。
持続可能性が高い例として、使用済み自動車タイヤからオフィス用タイルカーペットを製造することが挙げられる。このシナリオでは、埋立地に送られるはずだった使用済み自動車タイヤから、オフィス用カーペットやその他の製品が製造される。

## 起源と理論

### 持続可能性と世代間公平性への資本アプローチ
弱い持続可能性という概念を理解するためには、まず持続可能性に対する資本のアプローチを探る必要がある。これは、世代間の公平性という考え方の鍵となるものである。これは、世代間の資源や資産の公平な分配が存在することを意味する。意思決定者は、理論上も実務上も、世代間の公平性が達成されているかどうかを判断するために、評価を可能にする概念を必要としている。資本アプローチはこの課題に適している。この文脈では、さまざまな種類の資本を区別しなければならない。人的資本（技能、知識など）と自然資本（鉱物、水など）が、最も頻繁に引用される例である。この概念では、ある世代が自由に使える資本の量が、その世代の発展にとって決定的な意味を持つと考えられている。そして、資本ストックが少なくとも不変のまま維持される場合に、持続可能な発展と呼ばれる。

### 持続可能な開発
弱い持続可能性のパラダイムは1970年代に生まれた。新古典派の経済成長理論の延長として始まったもので、再生不可能な天然資源を生産要素として考慮するものである。その当初、持続可能性とは、今日私たちが目にするあらゆる形態の環境を、そのままの形で維持することであると解釈されていた。例えば、ブルントラント報告書は、「動植物種の損失は、将来の世代の選択肢を大きく制限する。その結果、持続可能な開発には動植物種の保全が必要となる」と述べている。

### 理論の発展
ウィルフレッド・ベッカーマンは、前述のような持続可能な開発という絶対主義的な概念には道徳的な問題があると指摘している。世界人口の多くは深刻な貧困に見舞われている中で生きている。この事実を鑑みて、特定の生物種を絶滅から守るために膨大な資源を投じることも正当と言えるかもしれない。しかしながら、これらの種には、その存在の知識を持つという価値以外に、社会に対して特段の利益をもたらすものはない。ベッカーマンは、そのような努力が実際には、より重要な全球的問題の解決に向けた資源を消費することになると主張している。例を挙げれば、第三世界での安全な飲料水供給や衛生設備へのアクセスの改善などがそれである。
多くの環境保護主義者は「弱い持続可能性」という概念に興味を持ち始めている。これは、他の資源が増えることによって、一部の天然資源が減少しても許容されるという考え方である。結果として、しばしば人的資本が増大する。この補填は、持続的な人の福祉という形で現れる。この事実は、デビッド・ピアースという持続可能性に関する多くの著作の著者によって確認されている。彼は、持続可能性とは人間の福祉の水準を保つことであり、それが低下することはないと主張している。これは、持続可能な発展が時とともに減少することはないという考えに基づくものである。
世代間の公平性は、後続の世代が前の世代と同じレベルの資源を自由に使えることを前提としている。資本の総量を維持するという考え方は、多くの人々に受け入れられている。主要な問題は、一つの資本の形態を別の形態の資本に変えることができるかどうかである。これこそが、「弱い」持続可能性と「強い」持続可能性の間での議論の核心であり、どのようにして世代間の公平性を達成するかという問題でもある。
また、「強い持続可能性」は相互交換可能性という概念を否定していることが重要である。90年代以降、自然資本と人工資本の代替性に関する議論が盛んに行われている。「弱い持続可能性」を支持する者たちは、自然資本と人的資本が代替可能であると主張するが、「強い持続可能性」を支持する者たちは、その相互交換可能性を否定することが一般的である。

## 弱い持続可能性の実践
ノルウェーの政府年金基金は、弱い持続可能性の代表例である。国有のノルウェー石油会社Statoil ASAは、石油からの余剰利益を1兆ドル以上の価値がある年金ポートフォリオに投資した。この石油、ある種の天然資本、はノルウェーによって大量に輸出された。その結果として生じた基金は、有限の資源との交換に、国民に長期の収入を提供することができ、実際には元のレベルよりもノルウェーの利用可能な総資本を増加させる。この例は、国家規模で巧妙に適用できる弱い持続可能性と代替の方法を示しているが、その適用はグローバルな規模では非常に制限されていると認識されている。この適用の場合、ハートウィックのルールは、年金基金が石油資源の枯渇を相殺するのに十分な資本であったと述べるだろう。
よりポジティブでないケースとして、太平洋の小国ナウルの事例がある。1900年に島で大量のリン酸塩鉱床が見つかり、100年以上の採掘の後、島の約80%が居住不可能になった。この採掘と並行して、20世紀の最後の数十年間に、ナウルの住民は1人あたりの収入が高かった。リン酸塩の採掘からの資金は信託基金の設立を可能にし、その基金は10億ドルにも達すると推定されていた。しかし、主にアジア金融危機の結果として、信託基金はほとんど完全に失われた。ナウルのこの「開発」は、弱い持続可能性の論理に従っており、ほとんど完全な環境破壊につながる可能性があった。このケースは、弱い持続可能性に対する議論を示しており、天然資本と人造資本の代替が長期的には逆転しない可能性があることを示唆している。

## ガバナンスの役割と政策提言
ガバナンスにおける弱い持続可能性の実現は、ハートウィックの法則を通して理論的・実践的に考察できる。資源経済学において、ハートウィックの法則は、再生不可能な資源の減少を相殺するための人的資本への投資額を定義するものである。ソローは、人的資本と自然資本との間に一定の代替性があるとき、経済の持続可能な消費プログラムを設計する方法の一つとして、人的資本を蓄積することを示唆している。この蓄積が十分速やかであれば、枯渇性資源ストックの減少の影響は、人的資本ストックの増加によるサービスで相殺される。ハートウィックのルールは、しばしば「資源レントを投資する」と称される。「レント」とは、生産要素（この場合は資本）に対して、それを現在の用途に維持するために必要な額を超えて支払うことである。このため、国家は、現在採掘されている枯渇性資源から得られるすべてのレントを投資する義務がある。
後に、ピアースとアトキンソン、ハミルトンは、人的資本と自然資本への純投資の理論的・実証的指標を提案し、これはハートウィックのルールを補完し、真の貯蓄として認識されるようになった。真の貯蓄とは、生産資本、自然資本、人的資本の純増減を貨幣価値で評価するものである。
したがって、ガバナンスの目的は、真の節約をゼロ以上に維持することである。この観点から見れば、環境コストを経営成果に取り込むグリーン会計に類似している。世界銀行は、現在「調整後貯蓄額」として150カ国以上の真の貯蓄額の包括的な比較を定期的に公表している。

## 強い持続可能性モデルと弱い持続可能性モデルへの批判
生態経済学とも参照してください
マルティネス＝アリエは、1990年代初頭にピアース＆アトキンソンの研究を受けて、弱い持続可能性の評価の意味合いに懸念を示した。その尺度によれば、先進国の大半と世界経済全体が持続可能と判断されている。すべての国が多くの先進国と同様の資源使用率や汚染率を持つ場合、世界は持続可能でないと断言できる。工業化と持続可能性が必ずしも一致するわけではない。
ピアースとアトキンソンによると、日本の経済は世界で最も持続可能な経済の一つである。その理由は、高い貯蓄率にある。この動向は今も続いており、自然資本(natural capital)と人工資本(man-made capital)の両方の減価償却費を上回っている。このように、持続可能性を評価する際に貯蓄以外の要因を著しく軽視している点が、弱い持続可能性の概念の問題点として指摘されている。
統合的な持続可能性のモデルは、経済が社会の中に完全に位置づけられ、社会が環境の中に完全に位置づけられている。言い換えれば、経済は社会の一部であり、社会は環境に完全に依存している。この相互依存性は、持続可能性に関連する問題は全体的に考慮されるべきであることを意味する。
持続可能性の三つの柱の関係を示す図では、経済と社会の両方が環境的制約に縛られていることを示唆している[24]。このパラダイムの他の不備には、貯蓄率の計測の困難さや、生物物理的な世界の多様な属性や機能を金額で量る困難さが含まれる。「資本」という同じ見出しの下にすべての人間と生物物理的資源を含めることで、化石燃料の枯渇、生物多様性の減少などは、持続可能性と互換性がある可能性がある。Gowdy & O'Haraは適切に述べている。「弱い持続可能性の基準が満たされている限り、資本の枯渇を超える節約があれば、種や生態系の破壊、化石燃料の枯渇と持続可能性の目標との間に矛盾はない」と。
弱い持続可能性に対立する強い持続可能性の支持者は、「より小規模で分散化された生活様式、より高い自給自足に基づく生活様式が必要である」と主張している。これは、社会や経済システムが自然に対して破壊的であることを減少させるためである。強い持続可能性は、地球の土地や水、その生物多様性に対する人間や人間が作った資本の置き換えを認めない。人間が作り出した製品は、生態系に存在する自然の資本を置き換えることはできない27。
この概念のもう一つの重要な弱点は、環境の回復力に関連している。Van Den Berghによれば、回復力は、複数の、局所的に安定した生態系が存在できるという考えに基づく、グローバルで構造的な安定性の概念として考えることができる。したがって、持続可能性は直接的に回復力に関連している。これを考えると、弱い持続可能性は、少ない作物の多様性を持つ農業の病気のような自然の乱れや、上述のNauruの事例に示されるような経済的な乱れに対して極端な感受性をもたらす可能性がある。この外部要因に対する地域システムの高い感受性は、弱い持続可能性の重要な不備を示している。

## 弱いモデルと強いモデルの両方の拒絶
一部の批評家は、持続可能性という全体の概念を退けている。Beckermanの影響力のある作品は、弱い持続可能性は「冗長で非論理的」であると結論付けている。彼は、持続可能性はその「強い」形でのみ意味があると考えているが、それは「道徳的に嫌悪される、そして完全に実行不可能な目的を採用することを要求する」というものである。彼はまた、持続可能な開発という全体の概念にこれほど多くの時間が浪費されたことを後悔しているとも述べている。
他の人々[誰?]は、持続可能性に対するより良いアプローチは社会的遺贈であると提案している[必要な明確化]。このアプローチは、「我々の利益が自動的に未来の世代の損失となる"ゼロサムゲーム"から私たちを解放する」ことを意図している。社会的遺贈のアプローチは、問題を我々が未来の世代に何を残すかに焦点を当てることで問題を再構築する。問題が‘どれだけ’として提示されると、資源の一部は使用され、一部は残されるべきであるという意味を持つ[必要な明確化]。Daniel Bromleyは、彼の議論を示すために熱帯雨林の例を使用している。もし私たちが熱帯雨林の25%を使用して残りを残すことに決めた場合、次に決定を下す時には最初からやり直して残っているものの25%を使用すると、最終的には熱帯雨林が残らなくなる。未来の世代のための特定の権利と機会の遺贈に焦点を当てることで、我々は「新古典理論の置換と限界取引の矯正器」から自分自身を取り除くことができる。